# 避難行動要支援者
避難行動要支援者（ひなんこうどうようしえんしゃ）とは、災害時、自力で安全な場所に避難することが難しく、避難行動に支援を要する人を示す。要配慮者、要援護者、要支援者。

2012年(平成24年)に、内閣府「災害時要援護者の避難支援に関する検討会」で用語法の見直しが行われ、それまで災害時要援護者や災害弱者と呼ばれていたが、「避難行動要支援者」に改められた。

## 関連法令
- 災害対策基本法

## 定義

### 対象となる人(例)
災害対策基本法 第八条２ 十五：高齢者、障害者、乳幼児その他の特に配慮を要する者。
- 高齢者（要介護者、要介護度3以上）
- 高齢者（一人暮らし、高齢者のみの世帯）
- 高齢者（認知症）
- 身体障がい者（肢体不自由3級以上、視覚障がい2級以上、聴覚障がい2級、内部障がい1級）
- 知的障がい者（療育手帳A1またはA2）
- 精神障がい者（保健福祉手帳1級）
- 発達障がい者
- 乳幼児
- 妊産婦
- 指定難病
- 一人で避難することが困難な人

## 避難行動要支援者名簿
避難行動要支援者名簿とは、災害対策基本法に基づき、大地震などの災害が起こった時など、災害時に自力で避難することが難しく、支援を必要とする避難行動要支援者を、あらかじめ登録しておく名簿のことで、高齢者、障害者等のほか、市町村条例や地域防災計画で定めた一定の要件に準ずる方であれば登録することができ、避難の支援、安否の確認などの避難支援等を実施するための基礎とする名簿。

平成25年の災害対策基本法（昭和36年法律第223号）の改正により、避難行動要支援者名簿を作成することが市町村の義務とされた。

平時は、条例に特別の定めがある場合や避難行動要支援者本人の同意がある場合に避難支援等関係者へ提供されるが、災害時は、避難行動要支援者本人の同意がなくても避難支援等関係者その他の者へ提供される。

## 支援者の内容・仕組み
自治体・警察・消防（公助）
- 平常時：避難行動要支援者情報の共有化、同意書、個別避難計画の作成
- 災害時：避難準備情報等の伝達業務、避難支援、安否確認・避難状況の把握

自主防災組織（共助）
- 平常時：見守り活動、地域行事への参加の呼びかけ、災害発生時の連絡体制
- 災害時：避難準備情報等の伝達業務、避難支援等の役割分担、避難経路の検討、避難場所の確認、ニーズの確認

事業者（共助）
- 平常時：災害時応援協定の締結
- 災害時：避難行動要支援者・帰宅困難者の受け入れ、物資供給、災害情報の伝達

2021年(令和3年)5月の災害対策基本法の改正で、個別避難計画の作成が市町村の努力義務となったほか、指定福祉避難所への直接の避難の促進が盛り込まれた。地区防災計画や個別避難計画等の作成プロセスを通じて、避難行動要支援者の意向や地域の実情を踏まえつつ、事前に指定福祉避難所ごとに受入対象者の調整等を行う。

また、災害対策基本法の改正で、避難行動要支援者の指定福祉避難所への直接避難の促進が盛り込まれたが、指定緊急避難場所から指定福祉避難所へ移動避難することを原則とする市町村もある。

尚、避難行動要支援者でも、指定福祉避難所だけではなく、一般の避難所である指定避難所の「福祉避難スペース」に避難することもできる。

## 個別避難計画
個別避難計画とは、災害対策基本法に基づき、高齢者や障害者等の避難行動要支援者一人ひとりの状況に合わせ、支援者、避難先、必要な配慮などを記載した個別の避難行動計画。

災害対策基本法において、「避難行動要支援者ごとに当該避難行動要支援者について避難支援等を実施するための計画」と定義されている。

## 地区防災計画
地区防災計画とは、災害対策基本法に基づき、市町村内の一定の地区の居住者及び事業者(地区居住者等)が共同して行う当該地区における自発的な防災活動に関する計画。2013年(平成25年)の災害対策基本法の改正で地区防災計画制度が新たに創設された。

地区防災計画の作成プロセスにおいて「一人では逃げられなそうな住民」の避難先や避難支援者をリスト化し、身体状況等から、住民間での避難支援が難しそうな住民については、個別避難計画の作成を市町村に提案することもできる。

個別避難計画と連携することで避難行動要支援者の避難行動を促し、災害関連死を防ぐ視点を盛り込んだ計画。

## 関連書籍
- 川上富雄、中井俊雄、磯打千雅子 編『キーワードで学ぶ防災福祉入門』学文社、2024年12月24日。ISBN 9784762033964。 NCID BD09807984。
- 阪本真由美 編『地域が主役の自治体災害対策: 参加・協働・連携の減災マネジメント』学芸出版社、2025年1月17日。ISBN 9784761529185。 NCID BD10148444。